# Kingswinford
Kingswinford est une ville du district métropolitain de Dudley, dans les Midlands de l'Ouest en Angleterre.

## Économie
À Kingswinford se trouve le siège de l'entreprise de papeterie Maped Helix.